# The X Factor (album)
A The X Factor a brit Iron Maiden tizedik nagylemeze, mely 1995. október 2-án jelent meg. Ez a zenekar első olyan albuma, melyen szerepel Blaze Bayley énekes, aki az 1993-ban kilépett Bruce Dickinson utódja lett. Az album címében szereplő X betű arra utal, hogy ez volt a zenekar tizedik nagylemeze. Az albumnál több téren is változások következtek be. Az eddig megszokott producer, Martin Birch helyett Nigel Green és Steve Harris látták el a hangzásbeli teendőket. Továbbá a lemez borítóját ismét egy, velük addig nem dolgozott grafikus készítette el Hugh Syme személyében. A festménnyel azonban gondok támadtak, mivel a WH Smith és más boltok nem voltak hajlandóak eladni, mondván túl obszcén. Ezért aztán úgy döntöttek, hogy készítenek egy visszafogottabb borítót, az eredetit pedig megfordítva betették a mellékelt lapok közé. Ez alól kivételt képezett néhány kiadás (ilyen volt például a japán), ahol az eredeti borítóval került piacra a korong. A Piece of Mind után ez volt a második olyan lemezük, melynél a lemezcím nem egy dal után kapta a nevét.
Zeneileg az előző lemezzel ellentétben itt inkább a hosszabb, epikusabb hangvételű dalokon volt a hangsúly, melyre jó példa a lemeznyitó 11 perces Sign of the Cross. A lemezről két dalt adtak ki kislemezként, mégpedig a Man on the Edge és a Lord of the Flies címűeket. Ez a két dal és az előbb említett Sign of the Cross a későbbi koncertprogramnak is a szerves részét képezték. Ezt bizonyítja a "Man on the Edge" koncertváltozatának felbukkanása a The Wicker Man kislemezen, vagy a "Lord of the Flies" szereplése a Death on The Road koncertlemezen, továbbá a "Sign of the Cross" élő változata a Rock in Rio koncertlemezen.
A The Edge of Darkness dal alapjául az Apokalipszis most című film szolgált, melynek alapja viszont Joseph Conrad A sötétség mélyén című kisregénye. A Man on the Edge című számot az 1993-ban bemutatott Összeomlás című film inspirálta. Zeneileg egy a korábbiaknál komorabb, sötét hangulatú, nyomasztó album született, melyben közrejátszottak a Steve Harris magánéletében bekövetkező problémák is. A basszusgitárosnak ugyanis ekkoriban tönkre ment a házassága, valamint az édesapját is elveszítette, így fájdalma több dalban is érezhető. Sokan vélték úgy, hogy a lemezt átszövi egy laza koncepció egy katona tönkrement életéről, melyet minden bizonnyal Steve magánéleti problémáiból következtettek.
Az album kiadását az énekescsere miatt nagy érdeklődés előzte meg. Több pletyka is felröppent arról, hogy az albumot az egykori Helloween frontember Michael Kiske fogja felénekelni. Végül a lemez minden korábbinál negatívabb kritikákban részesült, sokan ezt a lemezt tartották addigi leggyengébb alkotásuknak. A legtöbben az új énekes Blaze Bayley teljesítményét kifogásolták, akinek hangja nélkülözte Bruce Dickinson heroikus megközelítését. Az ő hangja egy komorabb tónust adott a korábbiakhoz képest kevésbé "galoppozós" daloknak.
Az album kereskedelmileg is az addigi leggyengébb eladásokat produkálta, melyben minden bizonnyal közrejátszott a heavy metal stílus visszaszorulása is.

## Számlista
| #   | Cím                        | Szerző(k)            | Hossz |
| --- | -------------------------- | -------------------- | ----- |
| 1.  | Sign of the Cross          | Steve Harris         | 11:17 |
| 2.  | Lord of the Flies          | Janick Gers, Harris  | 5:03  |
| 3.  | Man on the Edge            | Blaze Bayley, Gers   | 4:13  |
| 4.  | Fortunes of War            | Harris               | 7:23  |
| 5.  | Look for the Truth         | Bayley, Gers, Harris | 5:10  |
| 6.  | The Aftermath              | Bayley, Gers, Harris | 6:20  |
| 7.  | Judgement of Heaven        | Harris               | 5:12  |
| 8.  | Blood on the World's Hands | Harris               | 5:57  |
| 9.  | The Edge of Darkness       | Bayley, Gers, Harris | 6:39  |
| 10. | 2 A.M.                     | Bayley, Gers, Harris | 5:37  |
| 11. | The Unbeliever             | Gers, Harris         | 8:10  |

## Közreműködők
- Blaze Bayley – ének
- Dave Murray – gitár
- Janick Gers – gitár
- Steve Harris – basszusgitár
- Nicko McBrain – dob
- Michael Kenney – billentyűs hangszerek
- Xpresion énekkar – gregórián kórus a "Sign of the Cross"-ban.